# Pons de Lauzières-Thémines
Pons de Lauzières de Cardaillac, marquis de Thémines (1553-1627) fut un maréchal de France.

## Biographie
Sénéchal du Quercy sous Henri IV, il empêcha, les ligueurs de s'établir dans le Rouergue et le Haut-Languedoc ; pendant la huitième guerre de religion, il contraignit le duc de Joyeuse à lever le siège de Villemur (1592).
Sous la régence de Marie de Médicis, il arrêta le prince de Condé, qui était l'un des principaux chefs d'opposition au gouvernement de Concino Concini, et reçut en récompense le bâton de maréchal de France (1616).
Lors des rébellions huguenotes en 1625, il met le siège devant Castres aux mains des Huguenots, il est confronté à la furieuse résistance de la garnison sous le commandement de Jacques de Rozet.
Nommé gouverneur de Bretagne le 3 juillet 1626, confirmé le 19 janvier 1627, il mourut à Auray la même année après avoir reçu des plaintes du parlement de Bretagne à l'occasion de désordres commis par ses soldats.
Son second fils, le marquis de Lauzières, fut mestre de camp du régiment du Bourg de Lespinasse.

## Armoiries
| Figure | Blasonnement |
|        | Armes du marquis de Thémines Écartelé : au I d'argent au chêne de sinople glandé d'or (de Lauzières) au II de gueules à deux brebis d'argent passantes l'une sur l'autre accornées de sable (de Thémines) au III de gueules au lion d'argent, à l'orle de huit besants du même (de Cardaillac) au IV burelé d'or et de sable au chef d'hermines (d'Amielh de Pennes, alias de Clermont-Lodève),. Variantes : au I, un buisson d'osier ; au II, deux chèvres ; au IV, d'or à trois fasces de sable... . |